# ジョン・ハートフィールド

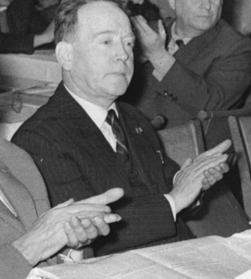
ジョン・ハートフィールド

ジョン・ハートフィールド（John Heartfield,　1891年6月19日 - 1968年4月26日）は、ドイツ、ベルリンの写真家、ダダイスト。本名ヘルムート・ヘルツフェルト（Helmut Herzfeld）。

## 生涯
社会主義者の両親の間に生まれたが、父が当局から追われため逃亡生活を余儀なくされた。第一次世界大戦における反英感情に抗議して「ジョン・ハートフィールド」を名乗るようになった。1918年にはドイツ共産党に入党した。
1920年代に、ラウル・ハウスマンとともに、それぞれ独立して、フォトモンタージュを大成した。ハートフィールドの作品は、極めて精密なフォトモンタージュで、コラージュ風ではなく、合成された跡がわからないように仕上げられている。
そのフォトモンタージュのテーマは、ほとんどがナチス批判であり、特に、雑誌AIZの表紙を飾った作品群は、インパクトが極めて大きく、鮮やかな印象を残す。
1933年のナチス政権誕生と共にプラハへ逃亡し、さらにイギリスに亡命した。第二次世界大戦後に東ドイツへ渡ったが、ドイツ社会主義統一党からは危険視され、創作活動をほとんど禁止されたため体制批判は見られなくなり、戦後の作品は極めて少ない。
村上春樹の『風の歌を聴け』に出る架空の作家「デレク・ハートフィールド」と同姓の、最も著名な人物である。